# Johann Gebhard

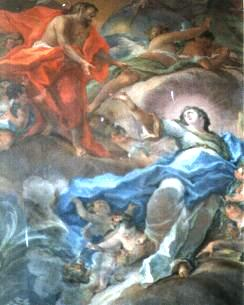
Hochaltarbild Maria Himmelfahrt im Kloster Reichenbach am Regen (um 1750)

Johann Gebhard (* 1. Juli 1676 in Velthurns/Südtirol; † 13. Februar 1756 in Regensburg) war ein Maler des bayerischen Barock und des Rokoko.

## Biographie
Zusammen mit seinem Lehrer Franz Metz kam Johann Gebhard aus Österreich in das bei Regensburg gelegene Kloster Prüfening. In Regensburg kam Johann Gebhard in Kontakt mit den Brüdern Asam. Unter ihrer Leitung malte er um 1733 die Fresken in den Seitenschiffen der Kirche der Fürstabtei Sankt Emmeram.
Söhne von Johann Gebhard waren der Maler Otto Gebhard und der als Fassmaler tätige Andreas Gebhard. Bei manchen Werken ist umstritten, ob sie Johann Gebhard oder seinem Sohn Otto (oder beiden gemeinsam) zuzuschreiben sind. Dies gilt vor allem für die Fresken und Ölbilder mit der Signatur "J.O. Gebhard". Die Grabmäler der Mitglieder der Malerfamilie Gebhard haben sich auf dem Friedhof von Dechbetten (heute ein Stadtteil von Regensburg) erhalten.

## Werk
- Lengenfeld: Bilder der Seitenaltäre der Pfarrkirche (Anfang 18. Jahrhundert)
- Kloster Waldsassen: Ölbilder an der Decke der beiden mittleren Seitenkapellen der Klosterkirche
- Pfarrkirche St. Rupert in Regensburg: Nebenaltarblätter (hl. Walpurga und hl. Josef) in der Pfarrkirche des Klosters Sankt Emmeram (1710/20)
- Kloster Prüfening: Bild des Magdalenenaltars im Querschiff der Klosterkirche (1710)
- Hellring: Bilder der Seitenaltäre der Wallfahrtskirche (1711)
- Kloster Ensdorf: Hochaltarbild der Klosterkirche mit hl. Jakobus (1711)
- Kelheim: Hochaltarbild mit Himmelfahrt Mariens der Pfarrkirche (1711; heute in der ehemaligen Franziskanerkirche)
- Kelheim: Hochaltarbild mit dem Seher Johannes auf Patmos der Spitalkirche (1713)
- Haselbach: Ölgemälde hl. Sebastian in der Pfarrkirche (1714)
- Abensberg: Altarbilder der Karmelitenklosterkirche (1715–1717)
- Kloster Prüfening: Deckenfresken der Klosterkirche (1715–1719)
- Dreifaltigkeitskirche Kappl bei Waldsassen: Hochaltarbild mit Hl. Dreifaltigkeit in der Wallfahrtskirche (1716)
- Matting: Seitenaltarbild hl. Vitus in der Pfarrkirche (1719)
- Birnbach bei Schierling: Hochaltarbild der Pfarrkirche (um 1720) Johann Gebhard zugeschrieben
- Kloster Weißenohe: Fresken der Klosterkirche (1722/23; nicht erhalten) und Bilder für zwei Nebenaltäre (1725)
- St. Andreas (Pürkwang) (heute zur Gemeinde Wildenberg): Hochaltarbild mit Kreuzigung des Apostels Andreas (1724)
- Schlicht in der Oberpfalz: Hochaltarbild Martyrium des hl. Georg in der Pfarrkirche (1726)
- Offenstetten: Hochaltarbild mit dem Martyrium des hl. Vitus in der Pfarrkirche (1727)
- Oberulrain: Das Altarbild zeigt das Martyrium des Hl. Achatius
- Amberg: Deckenfresko in der Bibliothek des ehemaligen Jesuitenkollegs (1727)
- Kloster Frauenzell: Deckenfresken im Refektorium (1729)
- Kloster Pielenhofen: monumentaler Zyklus mit Postelbildern in der Klosterkirche Johann Gebhard zugeschrieben (um 1730)
- Michelfeld: Hochaltarbild St. Leonhard in der Friedhofskirche (1732)
- Kloster Sankt Emmeram in Regensburg: Ausmalung der Seitenschiffe der Klosterkirche unter Mitarbeit seines Sohnes Otto Gebhard (um 1733)
- Deusmauer (heute Stadtteil von Velburg): Hochaltarbild der Pfarrkirche mit hl. Margareta (1733)
- Schloss Alteglofsheim: Deckenfresko und Supraportenbilder im Roten Zimmer des Schlosses (1734)
- Mintraching: Seitenaltarbild Maria Immaculata in der Pfarrkirche (1730/40)
- Pettenreuth: Deckenfresko der Pfarrkirche zusammen mit seinem Sohn Otto Gebhard (um 1740)
- Breitenbrunn: ehemaliges Altarbild der Michaelskapelle mit den vierzehn Nothelfern zusammen mit seinem Sohn Otto Gebhard (1743; heute im Pfarrhaus)
- Kloster Reichenbach am Regen: Hochaltarbild Himmelfahrt Mariens in der Klosterkirche (um 1750)
- Cham: Deckenfresken der Stadtpfarrkirche St. Jakob zusammen mit seinem Sohn Otto Gebhard (1750)